# Suczawa

Dzisiejszy okręg Suczawa, z zaznaczoną Bukowiną południową

Suczawa (rum. Suceava, ukr. Сучава, jid. ‏שאָץ‎ Szoc) – miasto w historycznej Mołdawii w Rumunii, stolica okręgu Suczawa oraz Bukowiny rumuńskiej.
Według danych z 2002 w Suczawie mieszka 252 Polaków. Suczawa jest siedzibą Związku Polaków w Rumunii.
W pobliżu miasta znajduje się Dragomirna.
W mieście rozwinął się przemysł drzewny, celulozowo-papierniczy, spożywczy, włókienniczy oraz  metalowy.

## Historia
W XV i pierwszej połowie XVI stulecia Suczawa była stolicą Mołdawii – siedzibą takich hospodarów jak Aleksander Dobry, Stefan Wielki czy Piotr Raresz. Z tego okresu pochodzą liczne zabytki, m.in.:
- twierdza tronowa, powstała w końcu XIV w. i wielokrotnie rozbudowywana, obroniła się m.in. przed wojskami króla polskiego Jana Olbrachta w 1497, zniszczona w XVII w., odtąd w ruinie;
- monastyr św. Jana Nowego z cerkwią św. Jerzego, zbudowany na początku XVI w. jako siedziba metropolity mołdawskiego; cerkiew, wpisana na listę światowego dziedzictwa UNESCO, jest bogato malowana (zachowały się także fragmenty malowideł zewnętrznych), wewnątrz spoczywają relikwie św. Jana Nowego;
- cerkiew św. Jerzego „Mirăuți”, wzniesiona w końcu XIV w. jako cerkiew koronacyjna hospodarów mołdawskich, od momentu założenia metropolii mołdawskiej (1403) siedziba metropolity, zniszczona na początku XVI w., odbudowana na przełomie XIX i XX w. (jednak nie jest to wierne odtworzenie pierwotnej świątyni);
- cerkiew św. Demetriusza, ufundowana w pierwszej połowie XVI w. przez hospodara Piotra Raresza, ozdobiona malowidłami od wewnątrz i zewnątrz, a także tablicą erekcyjną z herbem Mołdawii;
- monastyr ormiański „Zamca”, powstały w XV w. jako siedziba biskupa ormiańskiego, składa się z cerkwi św. Auksentego oraz murów obronnych z zabudowaniami (w jednym z budynków znajduje się kaplica św. Grzegorza), w latach 1690–1691 służył jako baza wojsk polskich operujących w Mołdawii.

W 1775 roku na mocy pokoju w Kuczuk Kajnardży większa część Bukowiny wraz z Suczawą przypadła Austrii, która przyłączyła ją do Galicji. Tereny te w 1919 r. stały się częścią Rumunii. 

## Polacy związani z Suczawą
- Izaak Mikołaj Isakowicz - duchowny ormiańskokatolicki, w latach 1861 - 1865 kapelan-ekspozyt w Suczawie, od 1865 r. arcybiskup ormiańskokatolicki we Lwowie[5],
- Kajetan Amirowicz[6] – duchowny ormiańskokatolicki, wieloletni proboszcz parafii ormiańskokatolickiej w Śniatynie,
- Emil Biedrzycki – romanista, znawca literatury rumuńskiej,
- Franciszek Jakubowicz – ksiądz katolicki obrządku ormiańskiego,
- Mieczysław Jedoń – polityk, ekonomista, poseł na Sejm II, III i IV kadencji.

## Galeria

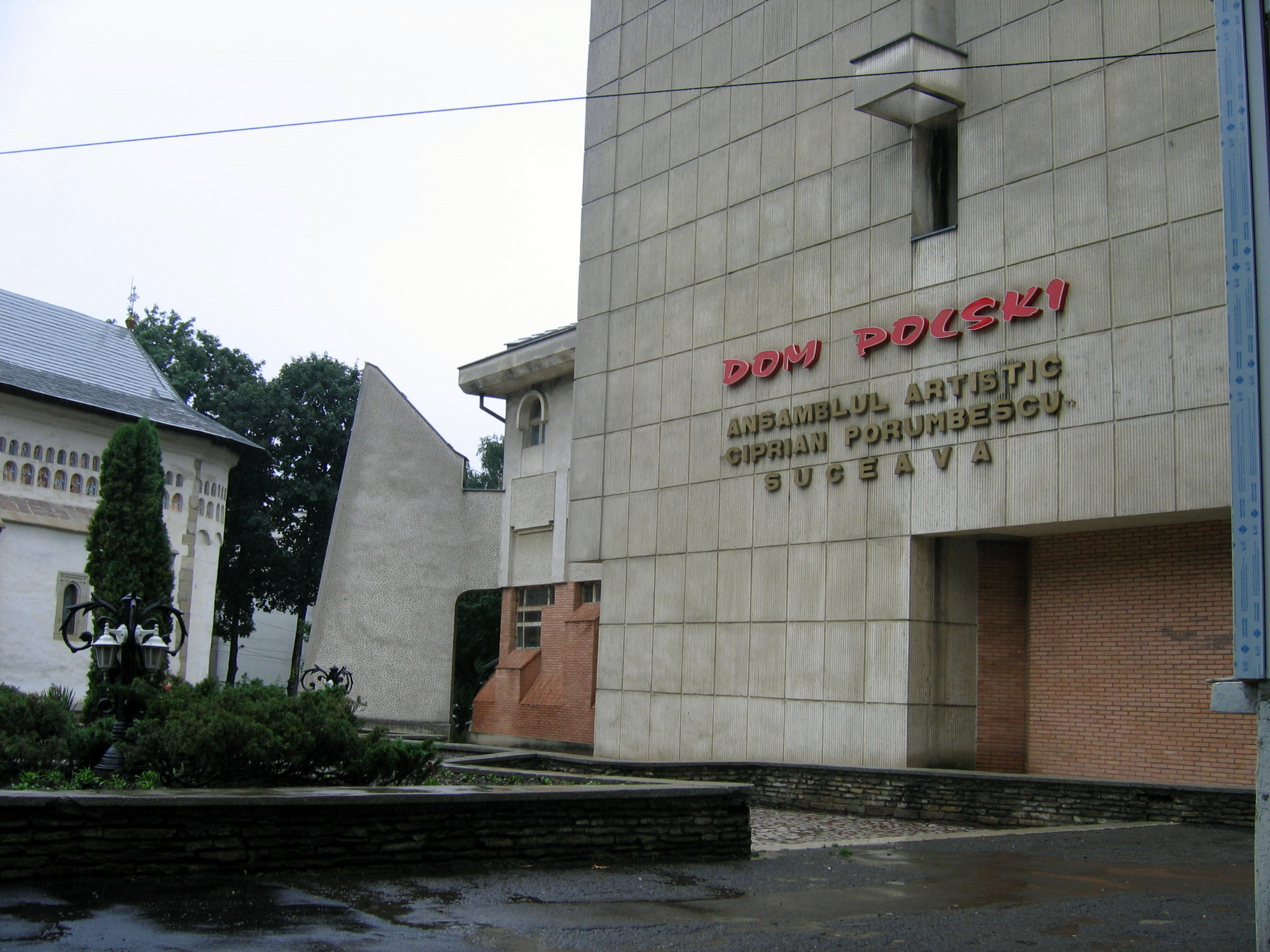
Dom Polski w Suczawie
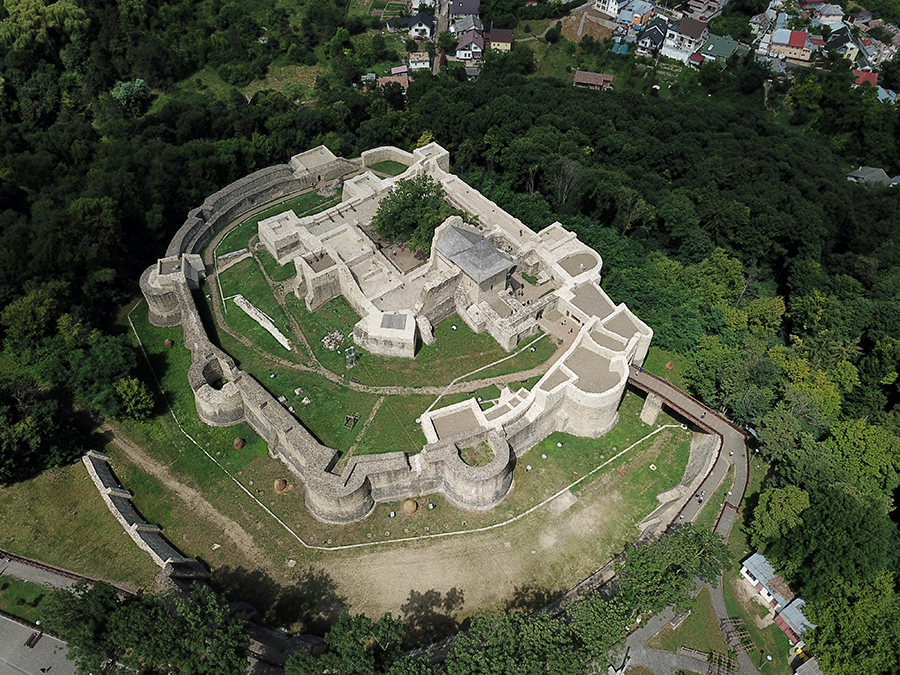
Twierdza tronowa
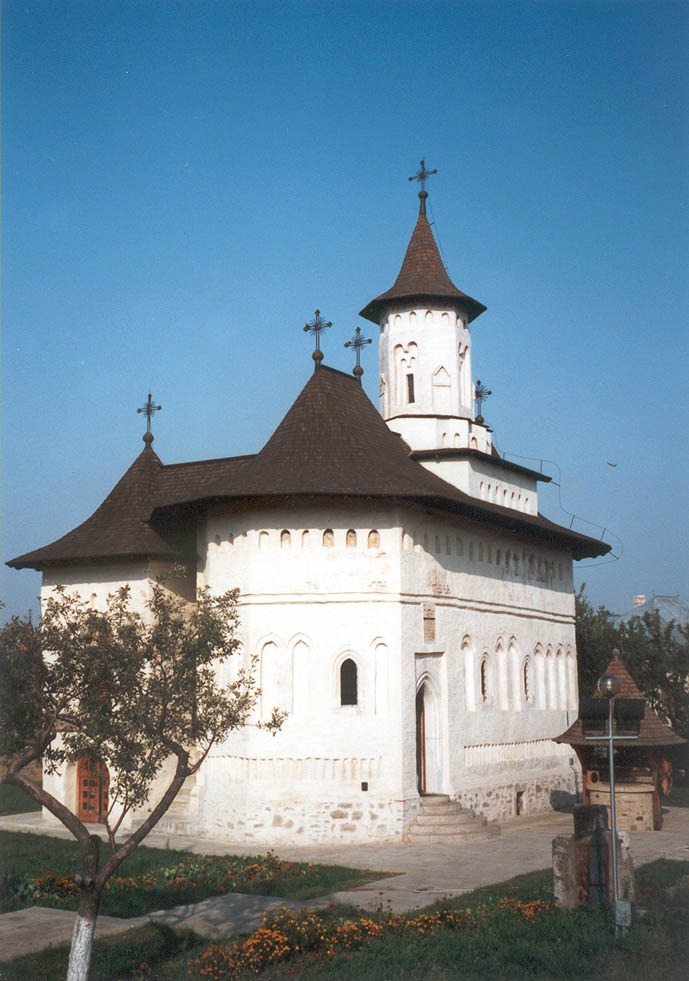
Cerkiew Narodzin św. Jana Chrzciciela z 1642 r.
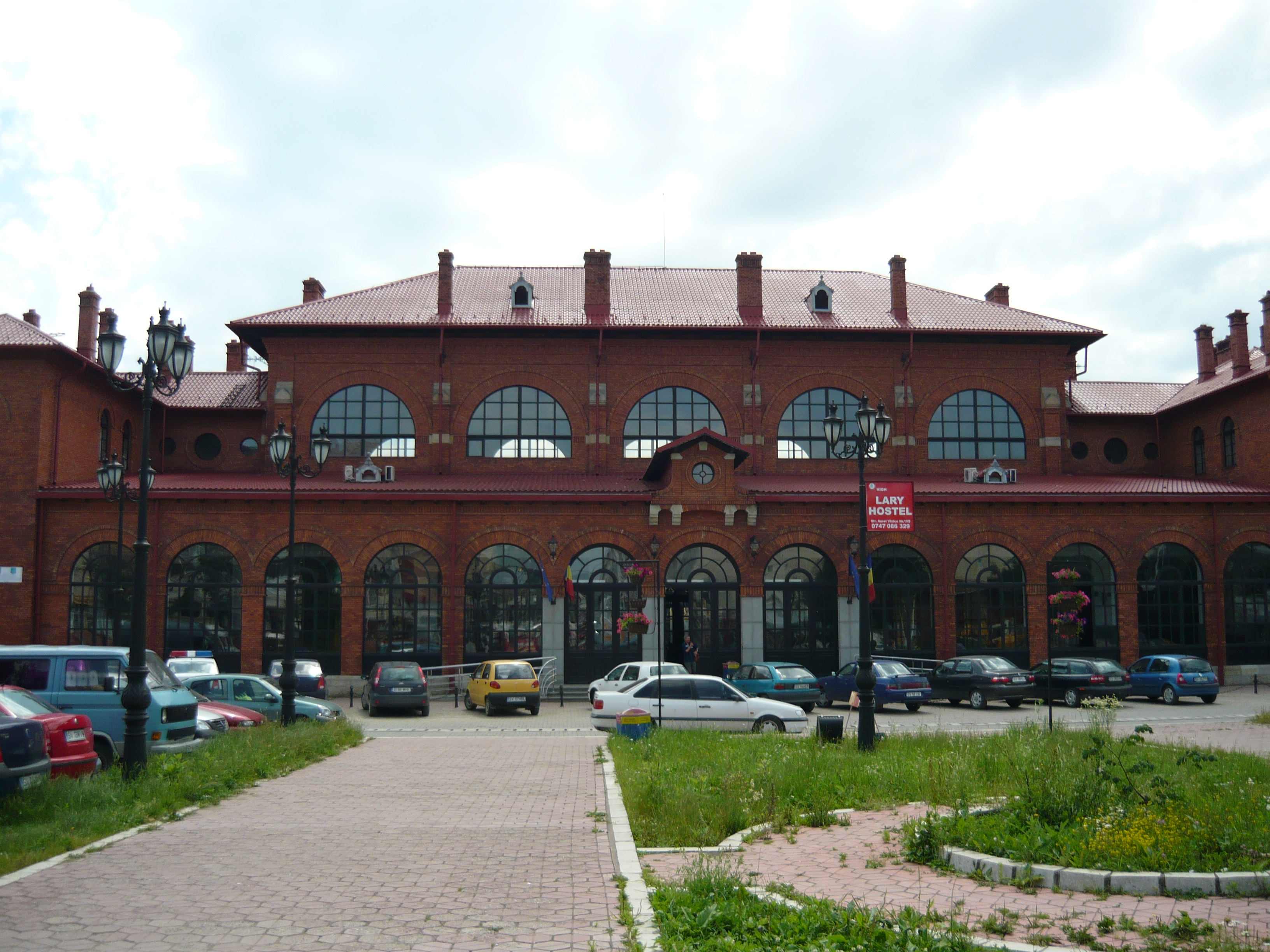
Dworzec Burdujeni
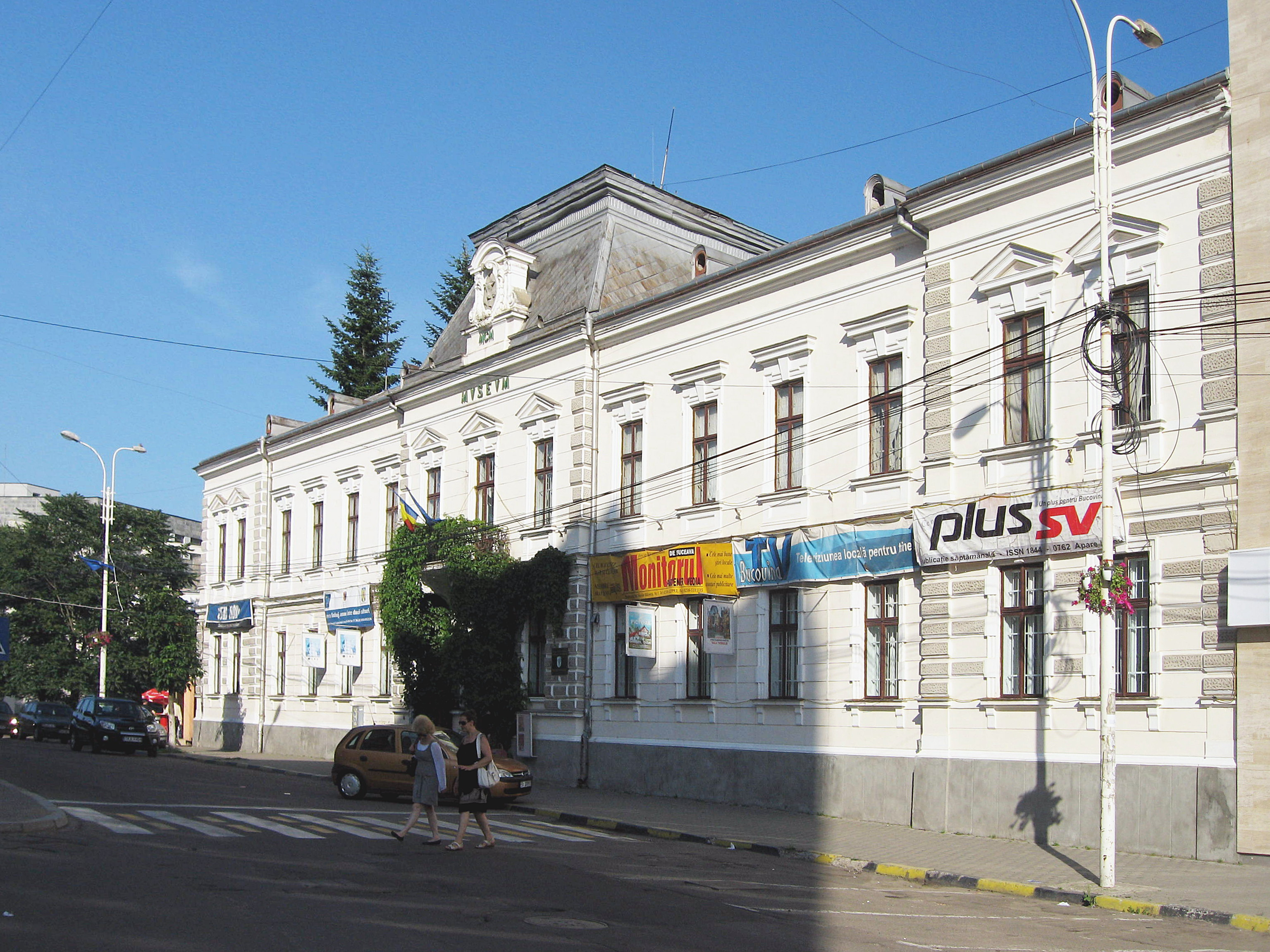
Muzeum
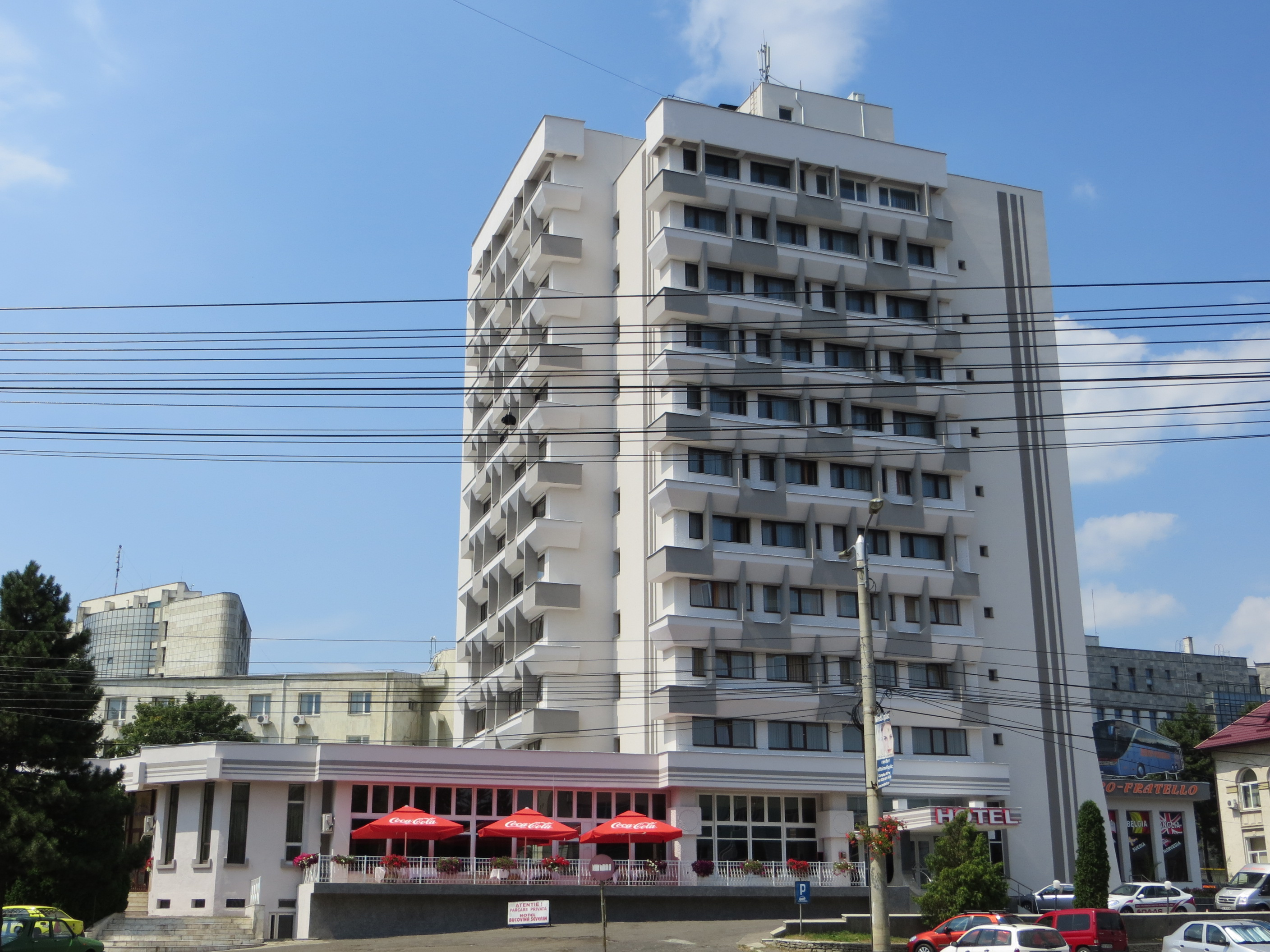
Hotel „Bucovina”
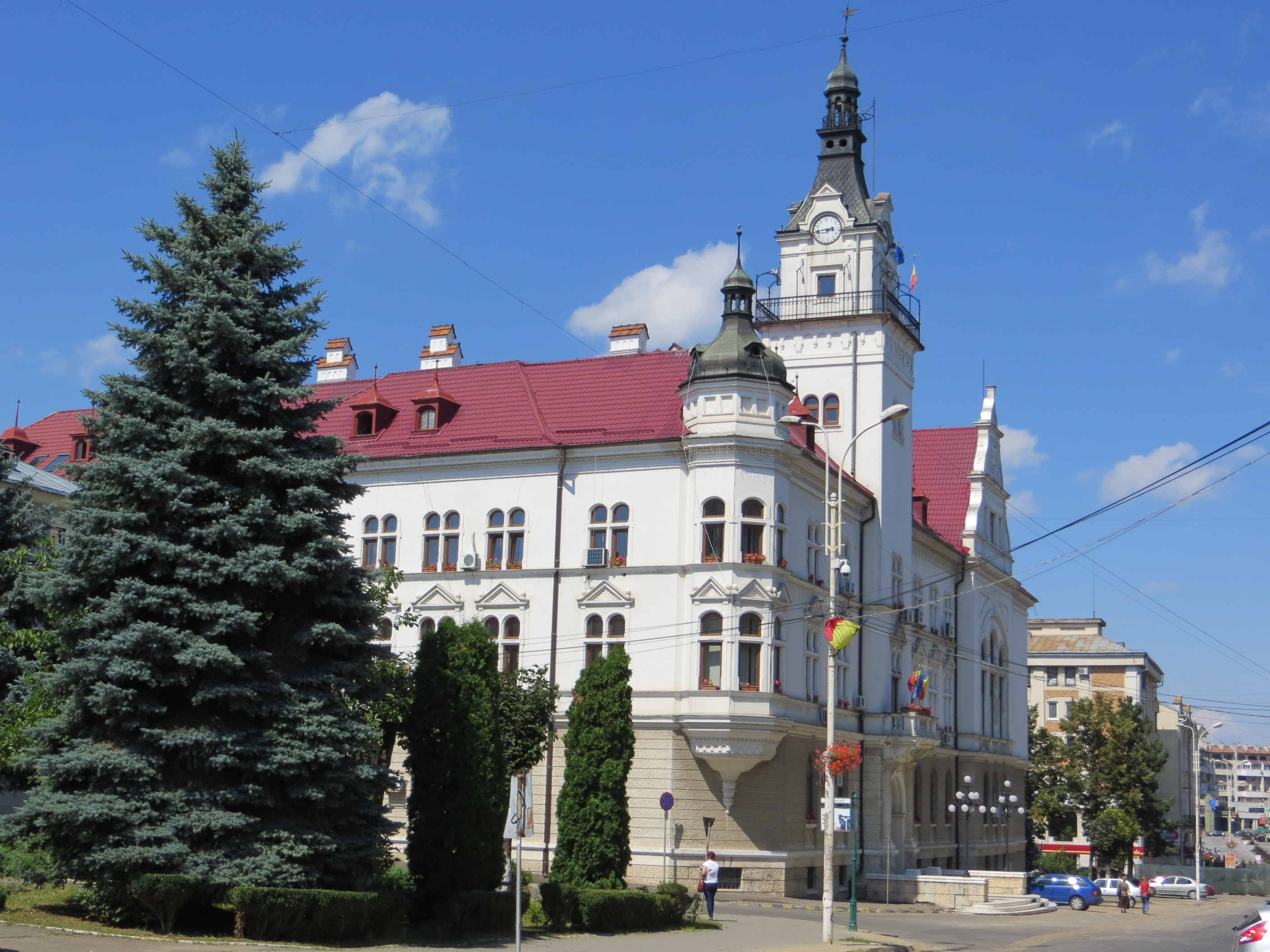
Palatul Administrativ

## Miasta partnerskie
- Sosnowiec
- Czerniowce